# بنك قبرص المركزي

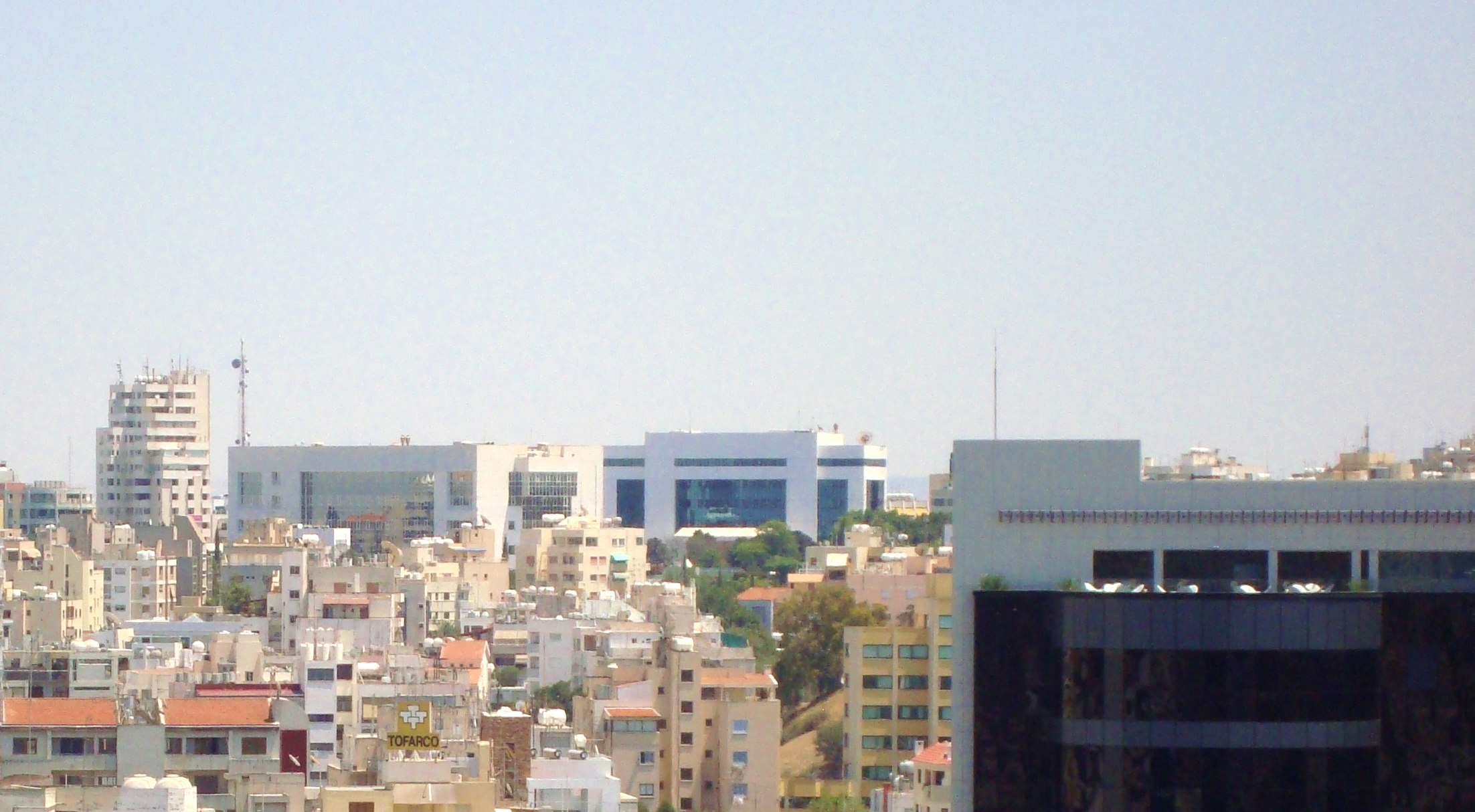
البنك المركزي مع أفق نيقوسيا

البنك المركزي القبرصي (باليونانية: Kεντρική Τράπεζα της Κύπρου)‏، هو البنك المركزي لجمهورية قبرص، ويقع في نيقوسيا عاصمة قبرص. تأسس عام 1963. محافظها الحالي هو كونستانتينوس هيرودوتو  أصدر البنك الأوراق النقدية والعملات المعدنية بالجنيه القبرصي قبل عام 2008، عندما اعتمدت قبرص اليورو.

## روابط خارجية
- الموقع الرسمي